# Megaulacobothrus latipennis
Megaulacobothrus latipennis är en insektsart som först beskrevs av Bolívar, I. 1898.  Megaulacobothrus latipennis ingår i släktet Megaulacobothrus och familjen gräshoppor. Inga underarter finns listade i Catalogue of Life.